# Hannelore Kraft
Hannelore Kraft , nacida Külzhammer (Mülheim an der Ruhr, 12 de junio de 1961) es una política alemana del Partido Socialdemócrata (SPD), que presidió la federación en Renania del Norte-Westfalia. Desde 2010 a 2017 dirigió el gobierno regional de ese estado.
Vicepresidenta del SPD a nivel federal desde 2009, desempeñó como ministra de Asuntos Federales y Europeos de Renania del Norte-Westfalia desde 2001 a 2002, y después fue ministra de Ciencia e Investigación hasta la derrota de la coalición roji-verde de Peer Steinbrück en las elecciones regionales de 2005. Desde entonces, presidió el grupo del SPD en el Landtag, el parlamento regional. En las elecciones regionales de 2010, consiguió pisar los talones a la CDU y, por ello, trató de formar una coalición llamada «semáforo» con los Verdes y los liberales, rechazándola estos últimos. Opuesta a una gran coalición con la CDU, trató de establecer una alianza a tres bandas con el Partido de Izquierda, lo que le llevó a formar un gobierno en minoría roji-verde con el apoyo parlamentario del Partido de Izquierda, una experiencia ya desarrollada en Sajonia-Anhalt. Fue elegida Ministra-Presidenta el 14 de julio, convirtiéndose en la primera mujer al frente del estado federado más poblado de Alemania y la segunda del SPD en dirigir un gobierno regional.
En las elecciones regionales de 2012 consiguió una amplia victoria, lo cual le permitió, no solo revalidar su cargo, sino también convertirse en una ascendente figura política a nivel nacional.
Cinco años después, sin embargo, Kraft perdió las Elecciones estatales de Renania del Norte-Westfalia de 2017 y fue sustituida por Armin Laschet, abandonado sus cargos en el SPD.

## Biografía

### Formación
Obtuvo su bachillerato en 1980 e hizo su formación en el sector bancario durante dos años. Después de terminar su formación en 1982, se incorporó a la Universidad de Duisburgo y Essen para estudiar economía. 
Entre 1986 y 1987 se fue a estudiar al King's College de Londres y luego hizo prácticas en la Banque Populaire de Tours y el banco Prognos AG en Basilea, en Suiza. Se graduó en 1989.

### Carrera
Al final de sus estudios de postgrado en 1989, fue contratada como consultora en el Centro de Innovación y Tecnología (Zenit) de Renania del Norte-Westfalia, en su ciudad natal de Mülheim. Se convirtió en la líder del proyecto.
En el Zenit, Hannelore Kraft fue también jefa de Euro Info Centres, organismo nacido de una red de la Comisión Europea para el asesoramiento a las pequeñas y medianas empresas.

### Dentro del SPD
Se afilió al Partido Socialdemócrata de Alemania (SPD) en 1994. Al año siguiente se incorporó al comité de dirección del SPD en el subdistrito de Mülheim y se unió a la organización sindical IG Metall.
En 1999 se unió al comité directivo de la sección socialdemócrata del centro de la ciudad de Mülheim. Cinco años más tarde, fue elegida miembro de la dirección del SPD en Renania del Norte-Westfalia.
Se convirtió en miembro de la presidencia federal del partido en 2005, y fue elegida vicepresidenta en el Congreso Federal de Dresde el 13 de noviembre de 2009. El 20 de enero de 2007, Hannelore Kraft fue elegida presidenta de la federación regional del Partido Socialdemócrata en Renania del Norte-Westfalia.

### En el ámbito institucional
El 2 de junio de 2000, resultó elegida miembro del parlamento regional del estado de Renania del Norte-Westfalia. Menos de un año después, el 24 de abril de 2001, fue nombrada ministra de Asuntos Federales y Europeos por el Ministro-Presidente, Wolfgang Clement.
Ocupó el ministerio de Ciencia e Investigación el 12 de noviembre de 2002, el día en que Peer Steinbrück sucedió a Clement en la dirección del gobierno regional. En las elecciones regionales del 22 de mayo de 2005, los socialdemócratas fueron derrotados por la Unión Demócrata Cristiana de Alemania (CDU) de Jürgen Rüttgers. Hannelore Kraft fue elegida presidenta del grupo parlamentario regional el 31 de mayo.

### Elecciones de 2010
Cabeza de lista del SPD en los comicios regionales del 9 de mayo de 2010, su popularidad igualaba, al final de la campaña, a la de su competidor Jürgen Rüttgers, con cerca del 40% de opiniones favorables cada uno, mientras que era del 54% al 19% en junio de 2009. El día de la votación, obtuvo el 34,5% de los votos, contra el 34,6% de la CDU, retrocediendo 2,6 puntos con relación a 2005. El 12,1% de la Alianza 90/Los Verdes no le permitieron formar una coalición mayoritaria, al disponer ambos partidos sólo de 90 escaños sobre 181 del Landtag.
Reivindica, sin embargo, el puesto de ministra-presidenta, declarando que "la coalición negra-amarilla ha sido derrotada". Poco después, empieza conversaciones exploratorias con los ecologistas dando a conocer que no es hostil hacia la creación de una coalición «semáforo» que también incluya a los liberales, lo que estos últimos rechazan poco después. Intenta entonces abrir negociaciones con Die Linke, pero los conversaciones exploratorias llevadas el 20 de mayo acaban en fracaso. A su salida de las negociaciones declara que una coalición roji-verde no tenía "ningún sentido". Frente a este bloqueo, se pone en contacto con la CDU con vistas a explorar la posible formación de una «gran coalición» no excluyendo nuevas elecciones al Landtag. Estas conversaciones se dan cerca de una semana más tarde.
El 30 de mayo, se produce una vuelta de tuerca ya que Guido Westerwelle, presidente federal del FDP, dijo no oponerse a la formación de una coalición «semáforo», una posición que aprobó dos días después el comité directivo regional del FDP. Las perspectivas de una alianza entre el SPD y la CDU se alejaron y Kraft anunció el 2 de junio su disposición a reanudar las conversaciones con los Verdes y los liberales.
Estas discusiones son suspendidas el 10 de junio, y Kraft da a conocer al mismo tiempo que se niega a aliarse con la CDU en una «gran coalición» e intentará formar un gobierno minoritario al lado de la Alianza 90/Los Verdes. Esta voluntad es favorablemente acogida por Die Linke, que dijo querer sostener un gobierno minoritario con el fin de contemplar una participación en el gobierno en el futuro, según el modelo de Sajonia-Anhalt. Ambas formaciones presentaron oficialmente su acuerdo de coalición el 6 de julio, al prever éste a seis ministros socialdemócratas y tres ecologistas.

### Ministra-Presidenta
La investidura se celebró en el Landtag el 14 de julio de 2010. Elegida en la segunda vuelta de escrutinio a causa de la abstención de Die Linke con 90 votos sobre 181, Hannelore Kraft se convirtió en la primera mujer que se pone a la cabeza de Renania del Norte-Westfalia, la segunda socialdemócrata que dirige un gobierno regional y la cuarta en Alemania que se pone a la cabeza de un gobierno. Con Angela Merkel a nivel federal y Christine Lieberknecht en Turingia, fue la tercera mujer jefe de gobierno simultánea, lo que constituyó un récord en el país. 
El comienzo de su mandato estuvo marcado por el Desastre del Love Parade en Duisburgo el 24 de julio, durante el cual veinte y una personas murieron en una estampida. Durante el servicio religioso del 31 de julio, dijo que "La tragedia plantea demasiadas preguntas y no proporciona suficientes respuestas", preguntándose quien sería acusado cuando los organizadores y las autoridades municipales se intercambiaban la responsabilidad por el accidente.
A partir del 1 de noviembre de 2010, asumió por un año, en su calidad de jefe del Ejecutivo regional, la presidencia de turno del Bundesrat, la asamblea federal regional, convirtiéndose en la primera mujer en ocupar ese cargo desde 1949.
El 18 de enero de 2011, el Tribunal Constitucional regional, formado por la CDU y el FDP, bloqueó la ejecución del presupuesto para 2010, debido a lo que consideraban una excesiva deuda pública y trasladó su veredicto definitivo al 15 de marzo. Cuando ambas formaciones anunciaron, dos meses más tarde, su voluntad de someter el presupuesto para 2011 al control del Tribunal, la coalición en el poder amenazó con convocar elecciones anticipadas. El día previsto, la alta magistratura anuló definitivamente el presupuesto regional.
Después de otro fracaso fiscal en el Landtag el 14 de marzo de 2012, las elecciones legislativas regionales se celebraron el 13 de mayo, una semana después de las elecciones en Schleswig-Holstein, y tuvo como contrincante al ministro federal de Medio Ambiente, Norbert Röttgen, de la CDU. Ella le derrotó fácilmente, con un 39% de los votos y 99 diputados, mientras que los Verdes recibieron el 11% y 29 escaños, lo que les da a ambos 128 de 237 escaños, la mayoría absoluta. La CDU sólo obtuvo el 26% de los votos y 67 diputados. Estos resultados tuvieron una lectura nacional, al tratarse de un ministro del gobierno de Angela Merkel, la derrota se interpretó como un fracaso de la canciller federal. Hannelore Kraft apareció entonces como posible candidata a canciller por el SPD, posibilidad que la propia Kraft se encargó de negar. Por el contrario, una encuesta del instituto YouGov le adjudicó mayor popularidad entre el pueblo alemán que a la canciller Angela Merkel.
Kraft perdió las Elecciones estatales de Renania del Norte-Westfalia de 2017, razón por la cual renunció como presidenta estatal del SPD, y el 27 de junio fue sustituida como ministra-presidenta por Armin Laschet de la CDU.